# Lliga bengalí de futbol
La Lliga de Futbol de Bangladesh o B-League és la màxima competició futbolística a Bangladesh. Es va iniciar l'any 2007, a partir del Campionat Nacional, que al seu torn s'havia iniciat l'any 2000. Abans, la competició més important del país era la Lliga de Dhaka.
Evolució del nom de la competició:
- 2007–2009: B.League
- 2009–2011: Bangladesh League
- 2012–present: Bangladesh Premier League

## Equips fundadors de la lliga (2007)
| Club                     | Ciutat             | Estadi                                              | Capacitat |
| ------------------------ | ------------------ | --------------------------------------------------- | --------- |
| Abahani Krira Chakra     | Dhaka              | Bangabandhu National Stadium                        | 36.000    |
| Arambagh Krira Sangha    | Dhaka (Mymensingh) | Mymensingh Stadium                                  | 12.000    |
| Brothers Union           | Dhaka              | Bir Sherestha Shaheed Shipahi Mostafa Kamal Stadium | 25.000    |
| Chittagong Abahani       | Chittagong         | M. A. Aziz Stadium                                  | 20.000    |
| Chittagong Mohammedan    | Chittagong         | M. A. Aziz Stadium                                  | 20.000    |
| Farashganj SC            | Dhaka (Farashganj) | Bir Sherestha Shaheed Shipahi Mostafa Kamal Stadium | 25.000    |
| Khulna Abahani SC        | Khulna             | Khulna District Stadium                             | 15.000    |
| Mohammedan Sporting Club | Dhaka              | Bangabandhu National Stadium                        | 36.000    |
| Muktijoddha Sangsad KC   | Dhaka (Gopalganj)  | Sheikh Fazlul Haque Mani Stadium                    | 5.000     |
| Rahmatganj MFS           | Dhaka              | Bir Sherestha Shaheed Shipahi Mostafa Kamal Stadium | 25.000    |
| Sheikh Russel KC         | Sylhet             | Sylhet District Stadium                             | 25.000    |

## Historial
Font:

### Campionat Nacional
- 2000:  Abahani Ltd. (1)
- 2001-02:  Mohammedan SC (1)
- 2003:  Muktijoddha Sangsad KS (1)
- 2004:  Brothers Union (1)
- 2005-06:  Mohammedan SC (2)

### Lliga de Bangladesh
- 2007:  Abahani Ltd. (2)
- 2008-09:  Abahani Ltd. (3)
- 2009-10:  Abahani Ltd. (4)
- 2010-11:  Sheikh Jamal (1)
- 2012:  Abahani Ltd. (5)
- 2012-13:  Sheikh Russel KC (1)
- 2013-14:  Sheikh Jamal (2)
- 2015:  Sheikh Jamal (3)
- 2016:  Abahani Ltd. (6)
- 2017-18:  Abahani Ltd. (7)
- 2019:  Bashundhara Kings (1)
- 2020: Cancel·lat per la COVID-19
- 2021:  Bashundhara Kings (2)
- 2022:  Bashundhara Kings (3)
- 2022-23:  Bashundhara Kings (4)
- 2023-24:  Bashundhara Kings (5)
- 2024-25:  Mohammedan SC (1)

## Cobertura mediàtica
132 partits de la temporada 2015–2016 van ser emesos en directe a BTV World i Boishakhi TV, i també es va produir comentari en directe per Radio Next FM. Tots els partits d'aquesta lliga s'han retransmès en directe a la pàgina de BFF de la plataforma Mycujoo des de la temporada 2018–2019. Bangla TV va començar a retransmetre en directe els partits seleccionats de la BPL 2018–19 a partir del 9 de maig de 2019. El primer canal esportiu de Bangla Desh T Sports va començar a retransmetre els partits de la BPL 2020–21 a partir del 13 de gener de 2021.